# كرب إيل وتر يهنعم الأول
كرب إيل وتر يهنعم بن ذمار علي بين (ولد نحو 1 م - 70م): ملك سبأ وذي ريدان، وهو ابن الملك ذمار علي بين الثاني.تولى كرب إيل يهنعم عرش سبأ فيما بين العام (40م - 70م تقريباً) خلفاً لأبيه الملك ذمار علي بين الثاني.
للملك كرب إيل وتر يهنعم ثلاثة أبناء: هلك، وذمار علي ذريح، وعمدان. أشرك الملك كرب إيل يهنعم في أول الأمر ابنه الأكبر "هالك أمر" في إدارة شؤون الدولة،كما برز ابنه عمدان في عهده.لكنه فضل ابنه "ذمار علي ذريح" فأشركه في العرش بلقب « كرب إيل وتر يهنعم وابنه ذمار علي ملكي سبأ وذي ريدان».وكرب إيل وتر يهنعم هو جد الملك "يهاقم يرزح" الذي عثر على نقشان من عهده مؤرخة بشهر ذو مذراء سنة 200 حـ في التقويم الحميري الموافق يوليو 90 بعد الميلاد.
يبدو أن مملكة سبأ تحت حكم الملك كرب إيل وتر يهنعم كانت في حالة استقرار ونمو إقتصادي، وقد عثر على اسمه في عدد من النقود الفضية المضروبة التي عثر عليها في أماكن كثير من اليمن وخارجها، ومن أبرزها تلك العملات التي عثر عليها في موقع الأخدود بمدينة نجران.
ورد اسم "كرب إيل وتر يهنعم" (Charibael) في "كتاب الطواف حول البحر"،وذكر أنه ملك حمير وسبأ في ظفار، وتربطه علاقة صداقة مع الأباطرة الرومان من خلال هداياه وسفرائه.ويستنتج من الكتاب المذكور أن كرب إيل وتر يهنعم كان له مقر في ظفار، بالإضافة إلى مقره الرئيسي في العاصمة مأرب. ويذهب بعض الباحثين أن كرب إيل وتر يهنعم لاحقاً وزع السلطة والمهام بين أبناؤه الأحياء ذمار علي ذريح وعمدان بين يهقبض، وجعل ابنه "ذمار علي ذريح" مشاركاً له الحكم في مأرب ووريثاً له في الحكم،بينما نَصَّبَ ابنه عمدان على ظفار والمرتفعات.